# Noctusphecia puchneri
Noctusphecia puchneri is een vlinder uit de familie wespvlinders (Sesiidae), onderfamilie Sesiinae.
Noctusphecia puchneri is voor het eerst wetenschappelijk beschreven door de Freina in 2011. De soort komt voor in het Afrotropisch gebied.